# Elisabethpfad

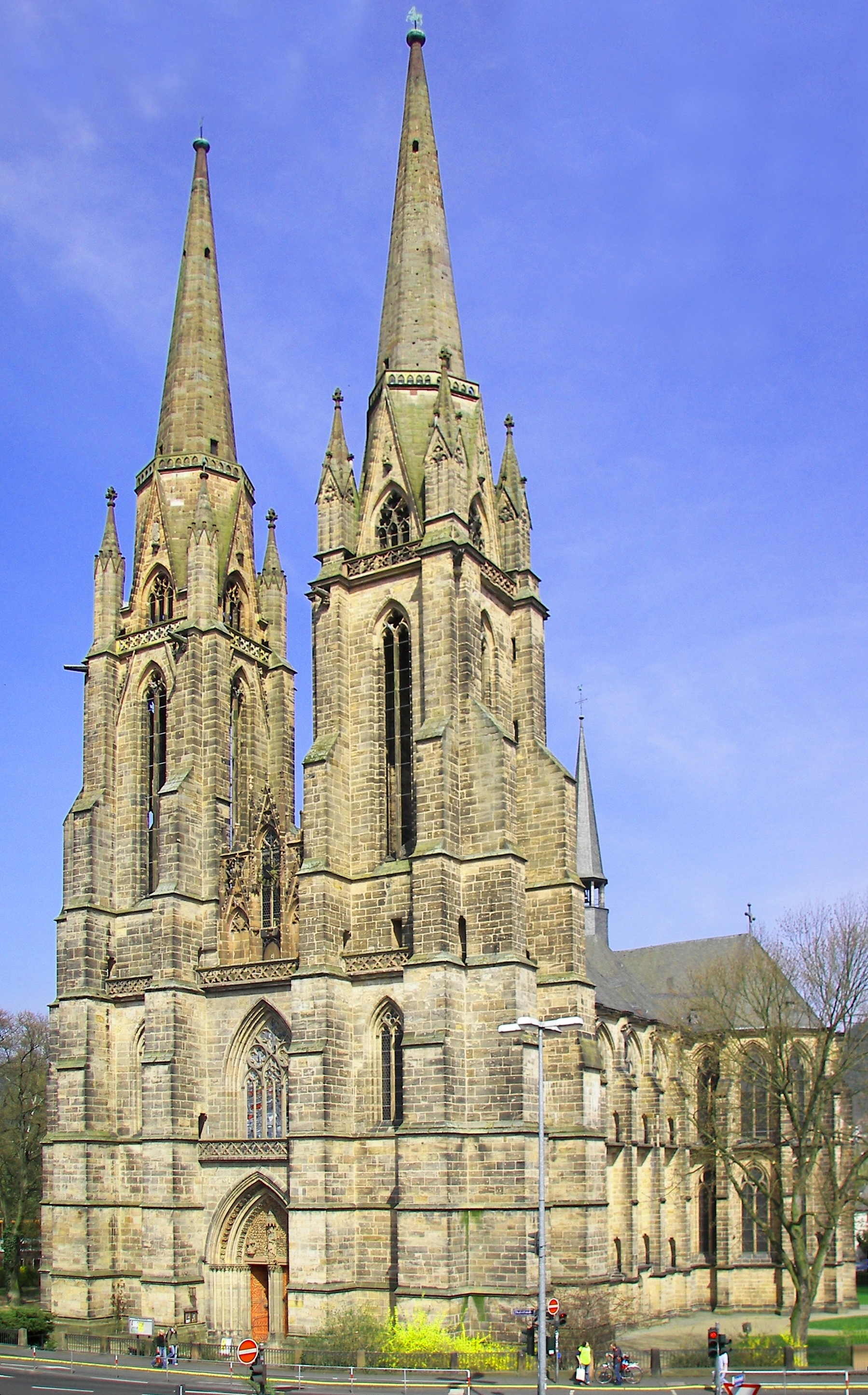
Ziel der Elisabethenpfade: die Elisabethenkirche in Marburg, Hessen

Die drei Elisabethpfade sind markierte Wander-/Pilgerwege, die an das Grab der heiligen Elisabeth in der Elisabethkirche in Marburg in Hessen führen. Ausgangspunkte sind Frankfurt am Main (Hessen), Eisenach (Thüringen) und Köln (Nordrhein-Westfalen).

## Geschichte
Bereits im Mittelalter fanden Pilgerwanderungen zu den Gräbern der Heiligen in starkem Maße statt. So gab es im 13. Jahrhundert eine starke Wallfahrtsbewegung zum Grab der heiligen Elisabeth von Thüringen in Marburg. Historische Spuren dieser Pilgerpfade werden von der Altstraßenforschung gesichert.
Diese christlichen Traditionen der Pilgerwanderungen wurden später wieder aufgegriffen. 1995 schuf der Oberhessische Gebirgsverein (OHGV) einen Wanderweg mit dem Namen Elisabethpfad zwischen der Elisabethkirche in Marburg und dem Kloster Altenberg bei Wetzlar. Er lehnte sich an den Weg an, den Elisabeth selbst mehrmals zu Fuß zurücklegte, weil sie ihre jüngste Tochter Gertrud als kleines Kind diesem Kloster anvertraut hatte. Diesen Wanderweg verlängerte die Evangelische Kirche in Hessen und Nassau (EKHN) im Jahr 2000 von Frankfurt her, als spirituellen Beitrag zur Förderung des modernen ökumenischen Pilgerwesens, und kennzeichnete ihn mit einem neuen roten Wanderzeichen. Im Jahr 2002 bildete sich als Träger der Elisabethpfadverein e. V. in Marburg. Er übernimmt bis heute die Pflege dieses 145 km langen Weges und gab einen bebilderten Pilgerführer heraus.
Zusammen mit einer Initiative von Jakobspilgern wurde im Jahr 2007 ein zweiter Elisabethpfad geschaffen, von der Wartburg in Eisenach zur Elisabethkirche in Marburg. Weitgehend folgt er der Altstraße der Langen Hessen von Eisenach nach Marburg.
Als dritter Elisabethpfad wurde der gleichzeitig entstandene Weg der Jakobspilger von Marburg nach Köln in west-östlicher Richtung mit dem roten Elisabethpfad-Logo ausgeschildert. Dieser Weg folgt bis Siegen der historischen Brüderstraße. Für diese beiden Wege gibt es ebenfalls ausführliche und hilfreiche Pilgerführer mit Karten, Hinweisen auf Ortschaften, Kunstwerken und Quartiermöglichkeiten.

## Markierungsstatus und Infrastruktur

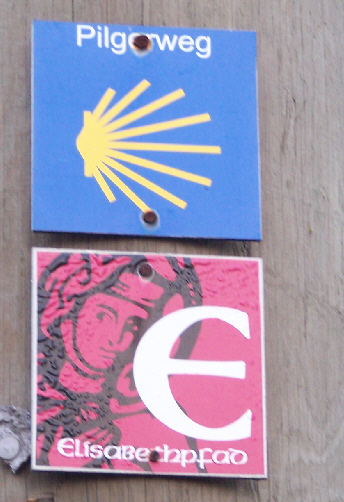
Elisabethpfad in Spichra bei Eisenach

Der 1. Elisabethpfad ist von Frankfurt/Main (Deutschordenskirche) bis zum Kloster Altenberg bei Solms-Oberbiel mit dem roten Schild des Elisabethpfad e. V. markiert. Vom Altenberg bis zur Elisabethkirche in Marburg dient vorwiegend das Wegzeichen des OHGV (weißes E auf schwarzem Schild) der Orientierung. Elisabethpfad 2 und 3 sind durchgängig von Eisenach bis Köln mit dem roten Zeichen markiert und teilweise gleichzeitig als Jakobsweg mit dem Symbol der gelben Muschel auf blauem Grund. Dieser Weg der Jakobspilger bildet so einen direkten Anschluss an die Via Regia von Görlitz nach Eisenach, die ebenfalls als Jakobsweg markiert ist. Zusätzlich finden sich (zumindest zwischen Siegen und Marburg) gelbe Pfeile, die bei der Orientierung helfen.
Spezielle Pilgerherbergen gibt es derzeit in Marburg und in Dautphetal-Holzhausen, aber auch Pfarr- oder Gemeindehäuser nehmen Pilger für eine Nacht auf oder stellen Pilgergruppen ihre Kirchen und Gemeindehäuser zur Verfügung.